# Едуард Фенцль
Едуа́рд Фе́нцль (нім. Eduard Fenzl; 1808, Крумнусбаум – 1879, Відень) — австрійський ботанік. Вже у гімназії, в Кремсі, Фенцль займався вивченням австрійської флори.

## Біографія
Народився Фенцль в Крумнусбаумі (Нижня Австралія) в 1808 році.
У 1825 році Фенцль вступив на медичний факультет у Відні, в 1833 році захистив дисертацію на ступінь доктора медицини: «Versuch einer Darstellung d. geographischen Verbreitungs-und Vertheilungs-Verhältnisse d. natürlichen Familie der Alsineen in der Polaregion und eines Theiles der gemässigten Zone der alten Welt». Незабаром після захисту дисертації Φенцль став асистентом з ботаніки у Жакена молодшого. Він приєднався до Ендліхера і працював разом з ним.
У 1836 році, коли Ендліхер був призначений хранителем ботанічного відділення придворного природно-історичного музею, Фенцль зайняв місце його помічника. Тут Фенцль допомагав Ендліхеру в розробці «Genera plantarum», обробивши для цієї праці родини Cyperaceae, Chenopodeae, Amarantaceae, Mesembryanthemeae, Portulaceae, Caryophylleae і Phytolaccaceae.
У 1840 році Ендліхер став завідувачем кафедрою ботаніки, а Фенцль зайняв його місце зберігача. Після смерті Ендліхера в 1849 році Фенцль був призначений професором ботаніки, але залишився в той же час хранителем музею.
Фенцль був членом Віденської академії наук і віце-президентом Товариства садівництва.
Вид рослин Fenzlia названо на його честь.

## Окремі публікації
- Dissertatio inauguralis medico-botanica sistens extensionem et distributionem geographicam Alsinearum familiae naturalis per terras arcticas partemque zonae temperatae orbis antiqui [Архівовано 4 лютого 2022 у Wayback Machine.] (1833)
- Sertum Cabulicum. Enumeratio Plantarum Quas in Itinere Inter Dera-Ghazee-Khan Et Cabul, Mensibus Majo Et Junio 1833 Collegit Dr Martin Honigberger. Accedunt Novarum Vel Minus Cognitarum Stirpium Icones Et Descriptiones Part 1 [Архівовано 4 лютого 2022 у Wayback Machine.] (1836)
- Novarum stirpium decas I-X [Архівовано 4 лютого 2022 у Wayback Machine.] (1839)
- Pugillus Plantarum novarum Syriae et Tauri occidentalis primus [Архівовано 4 лютого 2022 у Wayback Machine.] (1842)[5]
- Illustrationes et descriptiones plantarum novarum Syriae et Tauri occidentalis [Архівовано 4 лютого 2022 у Wayback Machine.] (1843)
- Über die Stellung der Gattung Oxera im natürlichen Systeme (1843)
- Über die Blütezeit der Paulownia imperialis [Архівовано 4 лютого 2022 у Wayback Machine.] (1851)
- … Differential-Charaktere der Arten der Gattung Cyperus [Архівовано 4 лютого 2022 у Wayback Machine.] (1855)
- Bildliche Naturgeschichte des Pflanzenreiches in Umrissen nach seinen wichtigsten Ordnungen [Архівовано 4 лютого 2022 у Wayback Machine.] (1855)